# Lirbe
Lirbe (en llatí: Lyrbe, en grec antic: Λύρβη) va ser una ciutat de Psídia esmentada pel poeta Dionisi el Periegeta, Claudi Ptolemeu i el geògraf Hièrocles.
Existeixen monedes de la ciutat del temps d'Alexandre Sever. Més tard va ser la seu d'un bisbat, i és esmentat com un dels bisbats de Pamfília, segons diu la Notitiae Episcopatuum. Probablement correspon a la ciutat que Claudi Ptolemeu anomena Lyrope (Λυρόπη), que la situa a la Cilícia Tràquea.